# Тайдут
Тайду́т (рос. Тайдут) — село у складі Хілоцького району Забайкальського краю, Росія. Входить до складу Харагунського сільського поселення.

## Населення
Населення — 80 осіб (2010; 89 у 2002).
Національний склад (станом на 2002 рік):
- росіяни — 100 %